# Pria dulcamarae
Pria dulcamarae är en skalbaggsart som först beskrevs av Giovanni Antonio Scopoli 1763.  Pria dulcamarae ingår i släktet Pria, och familjen glansbaggar. Arten är reproducerande i Sverige.

## Bildgalleri

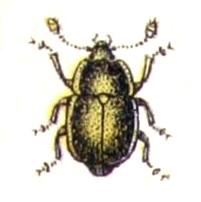